# IQOO Z5
iQOO Z5是vivo公司子品牌iQOO手机于2021年9月23日正式发布的一款智能手机。其出厂系统内核为Android 11，搭载Origin OS for iQOO系统。采用高通骁龙778G芯片，配备6400万像素后置主摄及5000mAh电池。